# Påbud
|  | Wiktionary har en ordboksartikel om påbud. |

Detta påbudsmärke betyder att det inte är tillåtet att köra rakt fram, även om det händelsevis finns en väg där.

Ett påbud är en uppmaning som man i vissa fall måste följa. Påbud är något förenklat beskrivet motsatsen till ett förbud, ett påbud innebär i praktiken ofta att allt annat, än det som är påbudet, är förbjudet; men det kan råda flera påbud samtidigt som kompletterar varandra.
Påbud kan framställas genom lag, dekret, kungörelse eller annat, men normalt skriftligt.
I trafiken markeras påbud genom så kallade påbudsmärken. Dessa är i de flesta länder runda med blå bakgrund och vita bilder. Den som är trafikant ska alltid följa vad som framgår av påbudsmärkena. Finns vid en väg påbudsmärket för gångtrafikanter, är det alltså otillåtet att färdas där med någon form av fordon (även cykel är alltså otillåtet).